# Гречко Георгій Михайлович
Георгій Михайлович Гречко (25 травня 1931, Ленінград, СРСР — пом. 8 квітня 2017, Москва) — радянський космонавт, двічі Герой Радянського Союзу.

## Біографія
Георгій Гречко народився 25 травня 1931 року в Ленінграді. Мати — Олександра Яківна родом з Білорусі, була головним інженером заводу. Батько — Михайло Федорович — українець з Чернігівщини, молодший науковий співробітник. Згадуючи за це журналістам, себе ж при цьому Георгій Гречко посміюючись називав росіянином. Дитиною, коли гостював у бабусі в селі Бобровиця (нині в межах Чернігова), застав німецьку окупацію України у якій провів більше двох років. Надалі, через це його не хотіли приймати в Ленінградський військово-механічний інститут, пізніше були спроби його відрахувати, не зважаючи на успішне навчання.
У 1955 у закінчив з відзнакою Ленінградський механічний інститут, працював у конструкторському бюро ОКБ-1.
У 1960 році став членом КПРС.
З 1966 року в загоні космонавтів.
З 11 січня по 9 лютого 1975 року спільно з А. А. Губарєвим здійснив політ на космічному кораблі «Союз-17», як бортінженер. 12 січня 1975 року «Союз-17» зробив стиковку з орбітальною станцією «Салют-4», що знаходилася на орбіті з 26 грудня 1974 року. Політ тривав 29 діб 13 годин 20 хвилин.
З 10 грудня 1977 року по 16 березня 1978 року спільно з Ю. В. Романенком здійснив політ на космічному кораблі «Союз-26» і орбітальній станції «Салют-6» як бортінженер. У польоті, що тривав 96 діб 10 годин, до орбітальної станції пристикувався космічний корабель «Союз-27» (екіпаж: В. А. Джанібеков, О. Г. Макаров), вантажний транспортний корабель «Прогрес-1» і космічний корабель «Союз-28» (екіпаж: А. А. Губарєв, В. Ремек). Повернувся на космічномув кораблі «Союз-27». Георгію Михайловичу присвоєно звання Героя ЧССР.
З 1977 року по 1990 — ведучий програми «Цей фантастичний світ».
17 вересня — 26 вересня 1985 року Г. М. Гречко як бортінженер спільно з командиром Володимиром Володимировичем Васютіним і космонавтом-дослідником Олександром Олександровичем Волковим здійснив третій космічний політ на космічному кораблі «Союз Т-14» і орбітальної станції «Салют-7». Після роботи на борту орбітального комплексу «Салют-7» — «Союз Т-13» — «Союз Т-14», повернувся на Землю разом з В. А. Джанібековим на космічному кораблі «Союз Т-13».
28 червня 2005 року в числі 50 представників громадськості, підписав «Лист на підтримку вироку колишнім керівникам» Юкоса".
У 2006 у Георгій Гречко брав участь у підготовці видання книги «Автограф століття».
Останнім часом був віце-президентом у ОТП Банку.
Помер 8 квітня 2017 року у Москві.
Прощальна та поховальна церемонія відбулась 11 квітня 2017 року на Троєкурівському цвинтарі міста Москви.

## Г. Гречко і філателія

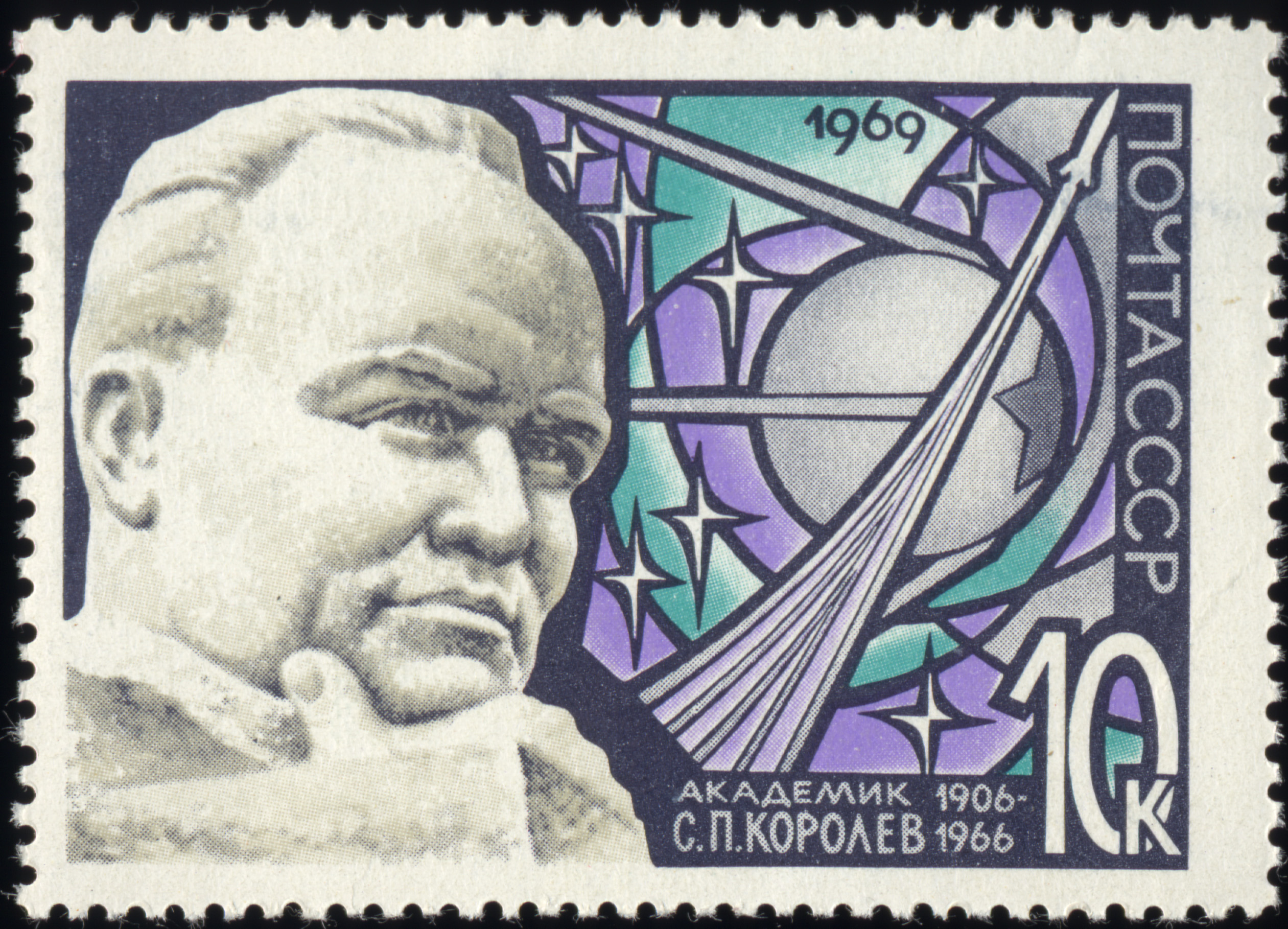
Поштова марка СРСР (1969): С. П. Корольов

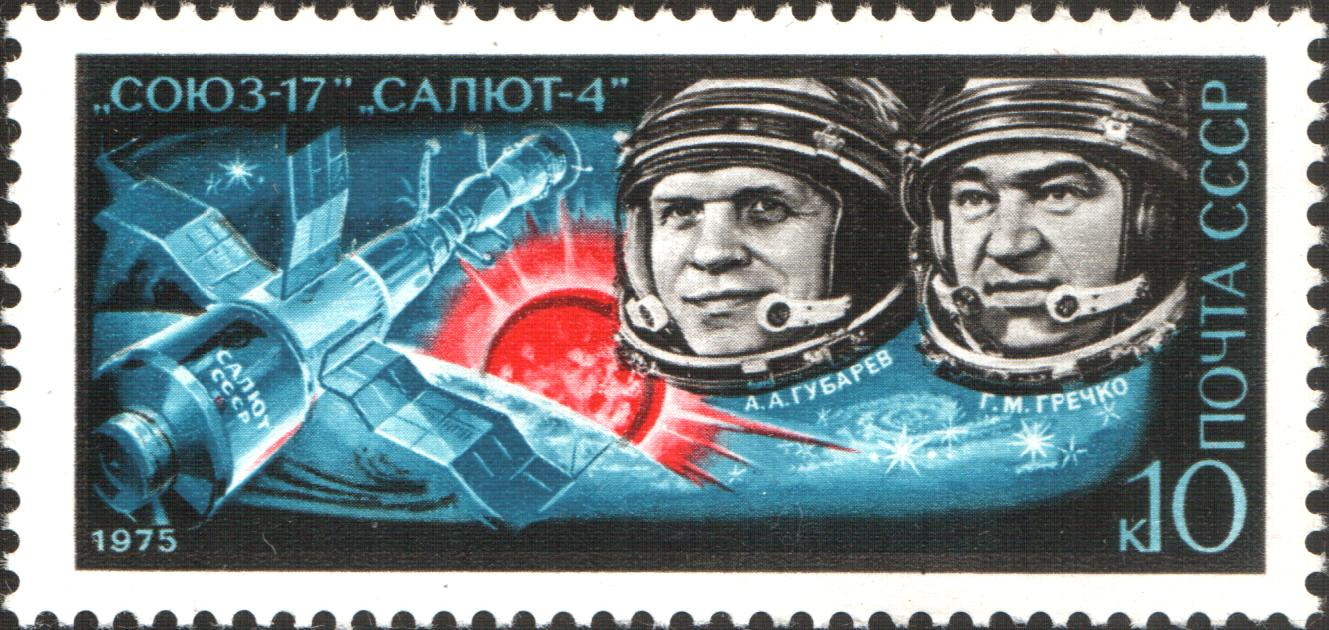
Поштова марка СРСР (1975): політ космічного корабля «Союз-17»

Георгій Михайлович захоплювався колекціонуванням марок ще в дитинстві. На дев'ятиріччя батько подарував йому альбом з марками. Цей альбом був згодом загублений в блокадному Ленінграді. Знову Г. Гречко зайнявся філателією в кінці 1960-х — початку 1970-х років. У 1971 році він вступив у Всесоюзну спілку філателістів.
Серед особистих речей Г. Гречко взяв із собою в перший політ на космічному кораблі «Союз-17» у кишеньковому клясері шість марок зі скульптурним зображенням академіка Сергія Павловича Корольова. У день народження Сергія Павловича, 12 січня, Георгій Гречко та Олексій Губарєв залишили на марках свої автографи.
Портрет Георгія Михайловича поміщений на марці СРСР, що вийшла в березні 1975 року на честь польоту корабля «Союз-17».

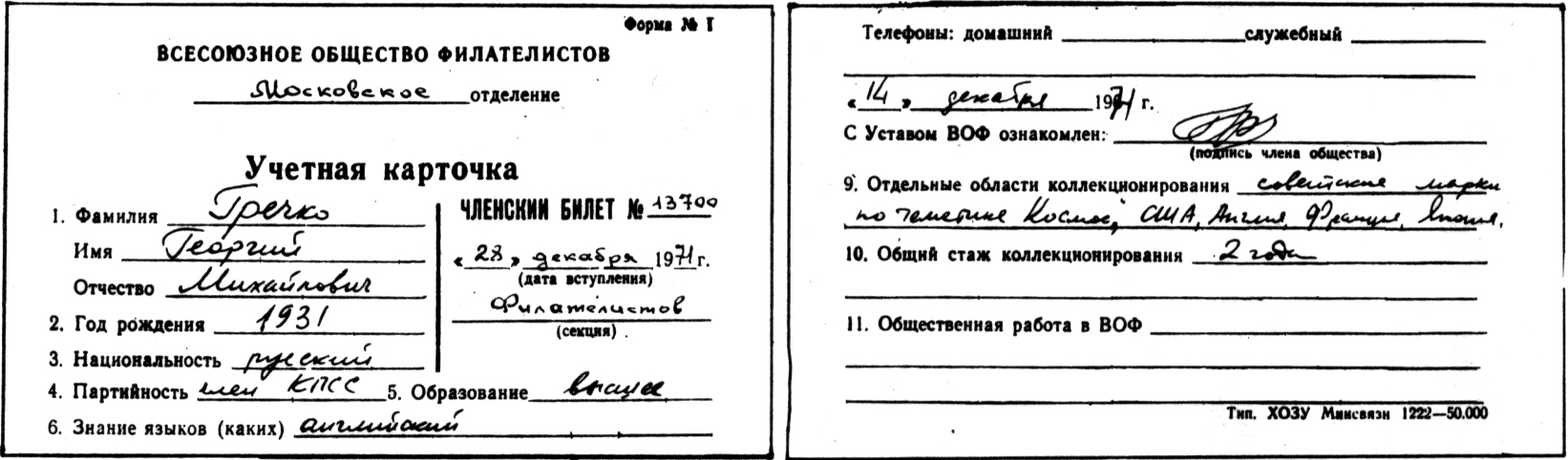
Облікова картка Всесоюзного товариства філателістів Г. М. Гречко

## Нагороди та звання
Нагороди державні
- Дві медалі «Золота Зірка» Героя Радянського Союзу (12 лютого 1975, 16 березня 1978).
- Три ордени Леніна (12 лютого 1975, 16 березня 1978, 1985).
- Медаль «За трудову відзнаку» (1961)
- Медаль "За доблесну працю. В ознаменування 100-річчя з дня народження В. І. Леніна " (1970).
- Медаль «За освоєння цілинних земель» (1970).
- Лауреат Державних премій Української РСР і Естонської РСР.

Нагороди іноземних держав
- Медаль «Золота Зірка» Героя ЧССР (16 березня 1978).
- Орден Клемента Готвальда (ЧССР, 27 квітня 1978).
- Медаль «Кірті Чакра» (Індія, 1984).

Нагороди громадських організацій РФ
- Орден «За службу Росії» (4 жовтня 2006, № 138).
- Лауреат національної премії «Во славу Вітчизни» в номінації «Слава Росії» (2008), заснованою Міжнародною академією суспільних наук і Міжнародною академією меценатства.
- Орден «Во славу Батьківщини» II ступеня (2008).
- Лауреат премії ім. І. Єфремова (1989).

Звання
- Кандидат технічних наук (1967).

## Фільмографія
- 1998 — «Не послати нам гінця?» — Камео
- 2011 — «Георгій Гречко. Траєкторія долі» — документальний фільм телестудії Роскосмосу

### Публікації в ЗМІ
- Бондаренко Б. «У космосі дуже допомагає почуття гумору». Інтерв'ю напередодні 80-річчя космонавта. Газ. Експрес, 19 травня 2011 р., с. 15.